# Barthold Feind
Barthold Feind (* 1678 in Hamburg; † 14. Oktober 1721 ebenda) war ein deutscher Dichter von Operntexten, Satiren und literarischen Fehden.

## Leben
Feind besuchte in Hamburg das Gymnasium Johanneum. Ab 1699 studierte er Rechtswissenschaft an der Universität in Wittenberg und verfasste in dieser Zeit seine ersten überlieferten Gelegenheitsgedichte, darunter eines auf den in Wittenberg unterrichtenden Konrad Samuel Schurzfleisch.
Sein Studium beendete Feind 1702 in Halle mit dem Abschluss eines Licentiaten der Rechte. Mit Rückkehr nach Hamburg fand er ebenso wie sein juristischer Kollege Christian Heinrich Postel bald Anschluss an die Oper am Gänsemarkt, den zentralen Ort der laufenden poetischen Auseinandersetzungen. 1705/1706 teilte er die Wohnung mit Christian Friedrich Hunold, das Verhältnis schlug bald in Rivalität und Feindschaft um.
Seine politische Stellungnahme zugunsten Schwedens im Nordischen Krieg (1700–1721) trug Feind 1717 eine einjährige Gefangenschaft in Dänemark ein. 1719 ist er wieder in Hamburg nachweisbar, er starb nach einem Unfall in der Nacht vom 14. auf den 15. Oktober 1721 in Hamburg.
Bedeutend wurden seine Deutschen Gedichte sowie Libretti für die Hamburgische Oper in einer selbstbewussten, umfangreichen Werkausgabe von 1708, die auch Feinds „Gedancken von der Opera“ enthält, neben Elmenhorsts Dramatologia die wichtigste zeitgenössische Schrift zur Theorie der Barockoper in deutscher Sprache.

## Werke (Auswahl)
- Das verwirrte Haus Jacob, Oder Das Gesicht der bestrafften Rebellion (Hamburg 1703).
- Il genio d'Holsatia. Introduzione al fuoco arteficiale, rappresentato nel Teatro d'Amburgo (1706).
- Masagniello furioso. Drama musicale, […] Die Neapolitanische Fischer-Empörung, musicalisches Schau-Spiel (1706). Musik: Reinhard Keiser, wieder aufgelegt 1709 und 1727.
- Der durchlauchtigste Secretarius oder Almira, Königin in Castilien, in einem Sing-Spiel (Hamburg 1706). Musik: Reinhard Keiser.
- Bellerophon, oder: Das in die preußische Krone verwandelte Wagen-Gestirn in einer Operetta (Hamburg 1708). Musik: Christoph Graupner.
- Deutsche Gedichte: bestehend in musicalischen Schau-Spielen, lob-glückwünschungsverliebten und moralischen Gedichten, ernst- und schertzhafften Sinn- und Grabschrifften, Satyren, Cantaten und allerhand Gattungen, sammt einer Vorrede von dem Temperament und Gemüthsbeschaffenheit eines Poeten und Gedancken von der Opera… Erster Theil, hrsg. W. Gordon Marigold, Bern: Peter Lang 1989 (Ndr. d. Ausg. Stade 1708).
- Der Fall des großen Richters in Israel, Simson oder: die abgekühlte Liebes-Rache der Debora, Musicalisches Trauer-Spiel (Hamburg: Spiering, 1709). Musik: Christoph Graupner.
- Desiderius, König der Longobarden, Musicalisches Schauspiel. (1709).
- Der durch den Fall des großen Pompejus erhöhete Julius Caesar. In einem Sing-Spiel (Hamburg: Spiering, 1710). Musik: Reinhard Keiser.
- Antiochus und Stratonica: l'amore ammalato; die kranckende Liebe; musicalisches Schauspiel (Hamburg: Greflinger, 1711). Musik: Christoph Graupner.
- Des unvergleichlichen holländischen Poëten Jacob Cats…Sinnreiche Wercke und Gedichte, aus dem Niederländischen übersetzet. 4 Tle. (Hamburg: Thomas von Wierings Erben u. Franckfurt u. Leipzig: Zacharias Hertel, 1710–12).
- Rinaldo, Musicalisches Schau-Spiel, auf dem grossen Hamburgischen Theatro (Hamburg: Friderich Conrad Greflinger, 1715 u.ö.). Musik: Georg Friedrich Händel.
- Das römische April-Fest. Musicalisches Lust- und Tantz-Spiel, zu allgemeiner Freuden-Bezeugung über die…Geburth Sr. …Majestaet Caroli VI. erstgebohrenen…Leopoldi I. (Hamburg: Greflinger, 1716). Musik Reinhard Keiser.
- Das verewigte und triumphirende Ertz-Hauß Oesterreich, auf das Gebuhrts-Fest Caroli VI., in einer Serenata besungen (Hamburg: Friedrich-Conrad Greflinger, 1716). Musik: Reinhard Keiser.